# Andrés de Francisco
Andrés de Francisco Díaz (Madrid, 1963) es filósofo, profesor titular de la Facultad de Ciencias Políticas y Sociología de la UCM.

## Biografía
Doctor en Filosofía por la Universidad Nacional de Educación a Distancia (1990), es profesor titular de universidad en la Facultad de Ciencias Políticas y Sociología de la UCM. Ha impartido docencia en la Universidad Complutense de Madrid (UCM), en la Universidad Autónoma de la Ciudad de México (UACM), en la Universidad de Barcelona (UB), en la Universidad Autónoma de Barcelona (UAB) y en el Centro de Estudios Políticos y Constitucionales (CEPC). Ha sido investigador invitado en el Instituto Internacional de Historia Social (1988), en la Universidad de Oxford (1988) y en la Universidad de Harvard (1997). Es autor de varios libros y artículos científicos, así como de artículos de opinión en El País y Rebelión.

## Líneas de investigación
Se dividen fundamentalmente en dos ámbitos disciplinarios: el campo de la metodología y la teoría social, por un lado; y el campo de la filosofía y la teoría políticas, por el otro. Si en el primer campo destaca como defensor de la tradición analítica y el racionalismo crítico, en el segundo es una referencia filosófica de la tradición republicano-democrática en España.

### Metodología y teoría social: la tradición analítica
En el campo de la teoría y la metodología de las ciencias sociales, ha publicado diversos libros y artículos científicos en revistas de impacto internacional. Es miembro fundador del Grupo de Sociología Analítica de la Federación Española de Sociología (FES) y coautor del manifiesto “Por un Giro Analítico en Sociología”. Sin embargo, su reivindicación de la tradición analítica es abierta e incluyente. Consciente de la utilidad de la modelización, aunque también de sus límites; consciente de la importancia de aportar mecanismos causales y explicaciones intencionales en la ciencia social, de la necesidad del rigor conceptual y la precisión argumentativa, y de que las teorías científicas sean informativas y contrastables; reivindica no obstante una tradición analítica post-positivista, teórica y metodológicamente pluralista, y sensible tanto a la historicidad de la realidad social como a su dimensión ética. La sociología analítica, así, incluiría no sólo el paradigma weberiano de la acción sino también el emergente paradigma psico-evolucionario, sin dejar de integrar a la sociología histórica metodológicamente rigurosa a la vez que abre la puerta a una sociología normativa con personalidad propia. Dentro de esta misma tradición analítica se ubica su interés en el marxismo analítico, corriente que ha contribuido a introducir en España. La reivindicación del racionalismo crítico y la tradición analítica, en un sentido amplio y pluralista, sería según el autor el mejor antídoto contra la perversión de la ciencia social y el pensamiento racional provocada por los malos hábitos intelectuales provenientes de la filosofía posmoderna.

### Filosofía y teoría políticas: el republicanismo democrático
En el campo de la filosofía y la teoría políticas, Andrés de Francisco destaca - junto a su maestro, Antoni Domènech - como uno de los principales impulsores en España de la tradición republicano-democrática, en diálogo permanente tanto con la tradición marxista como con la tradición liberal igualitarista de raíz rawlsiana. Además de sus libros y artículos, en línea con su triple interés por el marxismo, la tradición republicano-democrática y el liberalismo igualistarista, destacan sus ediciones de Karl Marx, James Harrington y Stuart Mill, así como sus traducciones de John Rawls.

## Contribuciones al debate político
Fuera del ámbito estrictamente académico, ha intervenido en diversos debates y colaborado con diversas publicaciones no académicas, como Claves de Razón Práctica Archivado el 22 de mayo de 2019 en Wayback Machine., Viento Sur, Rebelión o Espai Marx. Uno de esos debates en los que ha participado ha sido el de la renta básica de ciudadanía. En un principio, colaboró como traductor en el que sin duda es el monográfico fundacional, Un salario social mínimo (garantizado) para todos. Este monográfico, impulsado por Ludolfo Paramio, incluía el célebre texto de Van Parijs y Van der Veen, “Una vía capitalista al comunismo”. Luego, publicó con simpatía aunque críticamente sobre la propuesta de la renta básica e intervino en la polémica que mantuvo con Antoni Domènech en 2001, donde señalaba la importancia crucial de definir el umbral óptimo de la cuantía de la renta, para que no fuera excesivamente generosa (desincentivando el trabajo) ni demasiado escasa (desactivando su potencial emancipador). Sin embargo, aunque la renta básica admite una justificación normativa en clave republicana, como él mismo defendió en su momento, ha ido haciéndose crecientemente escéptico respecto a la factibilidad de la propuesta en condiciones de capitalismo globalizado.
Muy atento también a las consecuencias del crash del 2007-2008, siguió muy de cerca el nacimiento y evolución del movimiento 15-M, así como el surgimiento y evolución de Podemos. Pese a las simpatías iniciales que le despertó este joven partido, pronto se percató de las múltiples deficiencias de esta organización y acentuó sus críticas, para terminar escribiendo -junto con Francisco Herreros- la primera crítica sistemática desde la izquierda que recibió Podemos desde su fundación: “Podemos: ¿vieja o nueva política?”.

## Filosofía y cine
Finalmente, cabe destacar también sus aportaciones a lo que podríamos llamar un diálogo filosófico con el mundo del cine. A este diálogo pertenece su artículo sobre el western "El western como cine político y moral: violencia, ley y modernidad", así como su último libro sobre "Visconti y la decadencia".

## Vídeos de conferencias
- "Libertad, virtud y democracia: las bases filosóficas y políticas de la ciudadanía", en "Forum Larramendi: debatiendo en las fronteras de la ciudadanía", organizado por DeustoForum Gipuzkoa y Jesuitak Donostia. San Sebastián, 30 de abril de 2015. Primera parte. Segunda parte.
- "El comunismo como proyecto emancipatorio", en el "Congreso: ¿Qué es comunismo?", organizado por la asociación La Caverna. Madrid, Campus de Somosaguas, 29 de noviembre de 2012. Conferencia completa.